# زمان دست دوم (کتاب)
زمان دست‌دوم: واپسین بازمانده‌های شوروی (به روسی: Время секонд хенд، رومن‌نویسی: Vremya sekond khend) کتابی است از سوتلانا الکسیویچ، نویسنده بلاروسی و برنده جایزه نوبل که در سال ۲۰۱۳ منتشر شده است. این اثر نوعی تاریخ شفاهی از اتحاد جماهیر شوروی و فروپاشی آن است و احساسات و دیدگاه‌های مردم را در دوران گذار به نظام سرمایه‌داری بازتاب می‌دهد. نویسنده در این کتاب تنها اندک توضیحاتی از خود ارائه می‌دهد و بیشتر به روایت مستقیم مصاحبه‌شوندگان تکیه دارد. این کتاب در ایران از سوی مترجمان مختلف و با عنوان‌های متفاوت نشر شده است.

## زمینه
زمان دست‌دوم بازتابی است از امیدهای مردم روسیه در اوایل دهه ۹۰ میلادی و وعده‌های عمل‌نشدهٔ سیاستمدارانشان. این کتاب همچنین زندگی فرهنگی و سیاسی شهروندان در روسیهٔ شوروی را مستند می‌کند؛ دورانی که در آن، پول و رستوران‌های تجاری جای کتاب‌ها و فضای صمیمی آشپزخانه‌های خانگی را گرفتند.  

## نقد
پس از انتشار، کتاب زمان دست‌دوم: واپسین‌های شوروی به‌طور کلی با استقبال خوبی روبه‌رو شد. طبق گزارش وب‌سایت بوک مارکس، این کتاب بر پایهٔ نظر سیزده منتقد، در مجموع نقدی «مثبت» دریافت کرد: هفت نقد «تحسین‌آمیز»، چهار نقد «مثبت»، یک نقد «مختلط» و یک نقد «منفی». همچنین در شمارهٔ سپتامبر/اکتبر ۲۰۱۶ نشریه بوک‌مارکس، این کتاب امتیاز چهار از پنج را کسب کرد.
روزنامه گاردین این کتاب را سومین کتاب برتر قرن بیست‌ویکم نامید. نیویورک تایمز نیز آن را در جایگاه ۷۲ فهرست صد کتاب برتر قرن قرار داد. دویت گارنر، منتقد نیویورک تایمز، آن را همچون «رادیویی عظیم» از روایت‌ها توصیف کرد، هرچند به نظر او این روایت‌ها گاه «پراکنده و تکراری» به نظر می‌رسند. گارنر با مقایسهٔ الکسیویچ با استادز ترکل، از تیزبینی نویسنده و کیفیت ترجمهٔ انگلیسی اثر ستایش کرد. میرِی ژوشو در آسترِیلین نوشت که این اثر «جزئیاتی مغناطیسی» دارد و زیرعنوان «تاریخ شفاهی» برای گسترهٔ محتوای آن کافی نیست؛ او به گفتهٔ آلس آداموویچ اشاره کرد که الکسیویچ را نویسنده‌ای با سبک «همسرای حماسی» توصیف کرده بود.